# Liste des intercommunalités des Pyrénées-Orientales

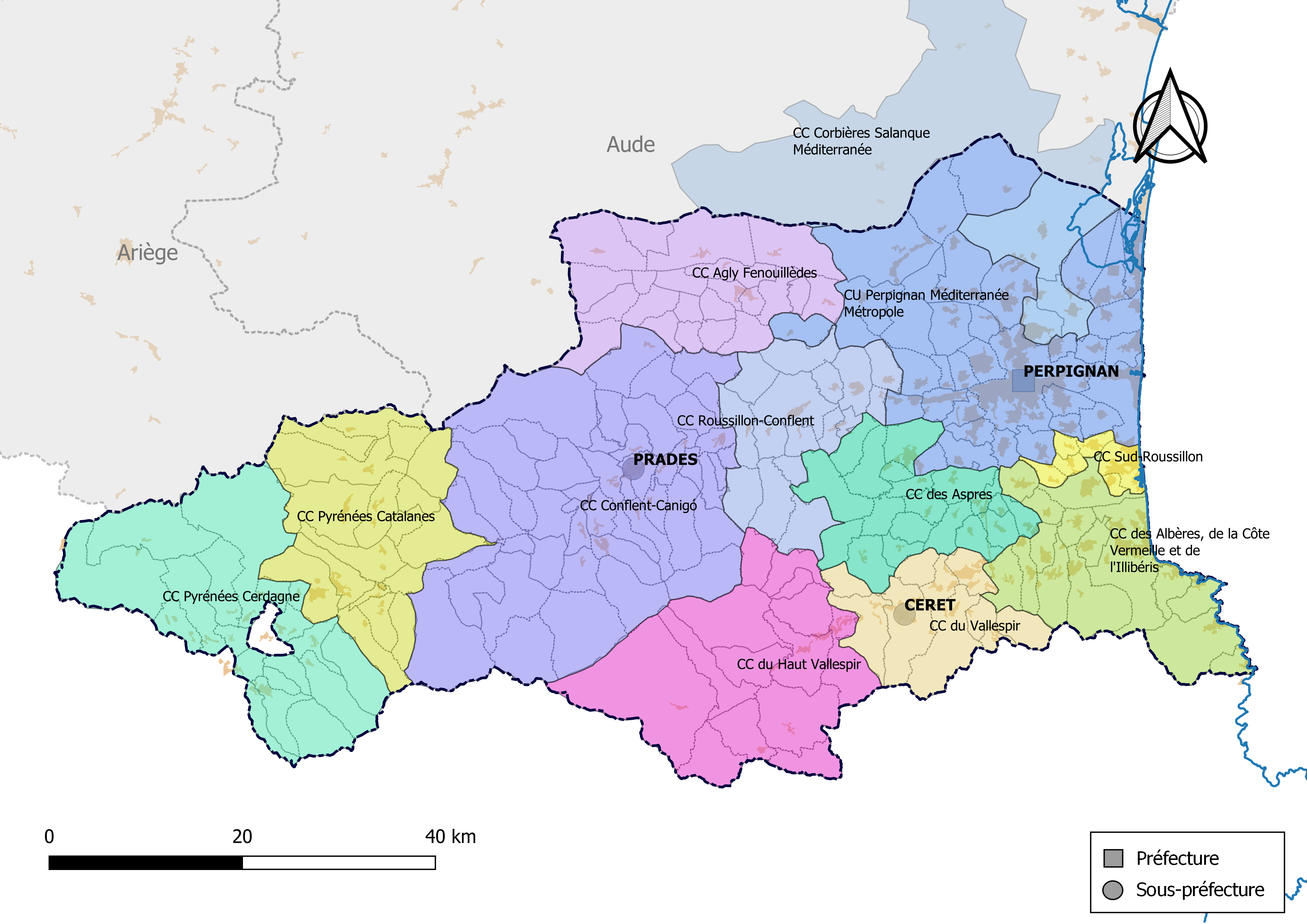
Carte des EPCI des Pyrénées-Orientales au 1er janvier 2019.

Depuis le 1er janvier 2017, le département des Pyrénées-Orientales compte 12 établissements publics de coopération intercommunale à fiscalité propre dont le siège est dans le département (une communauté urbaine et 11 communautés de communes), dont un qui est interdépartemental.

## Intercommunalités à fiscalité propre

### Actuelles
| Forme juridique        | Nom                                                    | no SIREN  | Date de création | Nombre de communes      | Population (der. pop. légale) | Superficie (km2) | Densité (hab./km2) | Siège                    | Président          |
| ---------------------- | ------------------------------------------------------ | --------- | ---------------- | ----------------------- | ----------------------------- | ---------------- | ------------------ | ------------------------ | ------------------ |
| Communauté urbaine     | Perpignan Méditerranée Métropole                       | 200027183 | 31 décembre 2010 | 37                      | 277 926 (2022)                | 628,58           | 442                | Perpignan                | Robert Vila        |
| Communauté de communes | CC des Albères, de la Côte Vermeille et de l'Illibéris | 200043602 | 1er janvier 2014 | 15                      | 57 158 (2021)                 | 292,50           | 195                | Argelès-sur-Mer          | Antoine Parra      |
| Communauté de communes | CC Sud Roussillon                                      | 246600282 | 31 décembre 1992 | 6                       | 24 582 (2021)                 | 40,70            | 604                | Saint-Cyprien            | Thierry Del Poso   |
| Communauté de communes | CC Corbières Salanque Méditerranée                     | 200070365 | 1er janvier 2017 | 21 (dont 18 dans le 11) | 24 429 (2021)                 | 549,20           | 45                 | Claira                   | Jean-Jacques Lopez |
| Communauté de communes | CC Conflent-Canigó                                     | 200049211 | 1er janvier 2015 | 45                      | 20 790 (2021)                 | 785,90           | 27                 | Prades                   | Jean-Louis Jallat  |
| Communauté de communes | CC du Vallespir                                        | 246600373 | 31 décembre 1996 | 10                      | 20 370 (2021)                 | 183,90           | 111                | Céret                    | Alain Torrent      |
| Communauté de communes | CC des Aspres                                          | 246600449 | 31 décembre 1997 | 19                      | 22 700 (2021)                 | 231,50           | 98                 | Thuir                    | René Olive         |
| Communauté de communes | CC Roussillon Conflent                                 | 246600415 | 31 décembre 1996 | 15                      | 17 036 (2022)                 | 221,50           | 77                 | Ille-sur-Têt             | Robert Olive       |
| Communauté de communes | CC du Haut Vallespir                                   | 246600548 | 31 décembre 2004 | 14                      | 9 819 (2021)                  | 465,50           | 21                 | Arles-sur-Tech           | René Bantoure      |
| Communauté de communes | CC Pyrénées Cerdagne                                   | 246600399 | 31 décembre 1996 | 19                      | 8 714 (2021)                  | 441,40           | 20                 | Saillagouse              | Georges Armengol   |
| Communauté de communes | CC Pyrénées catalanes                                  | 246600464 | 31 décembre 1997 | 19                      | 5 889 (2021)                  | 352,70           | 17                 | La Llagonne              | Jean-Louis Démelin |
| Communauté de communes | CC Agly-Fenouillèdes                                   | 246600423 | 31 décembre 1996 | 24                      | 6 313 (2021)                  | 368,10           | 17                 | Saint-Paul-de-Fenouillet | Charles Chivilo    |

### Structures intercommunales disparues
| Forme juridique      | Nom                             | Nombre de communes | Siège            | Date de création | Date de disparition |
| -------------------- | ------------------------------- | ------------------ | ---------------- | ---------------- | ------------------- |
| Cdc                  | CC des Albères                  | 8                  | Argelès-sur-Mer  | 28/12/2001       | 01/01/2007          |
| Cdc                  | CC de la Côte Vermeille         | 4                  | Port-Vendres     | 31/10/2001       | 01/01/2007          |
| Cdc                  | CC du Rivesaltais-Agly-Manadeil | 9                  | Rivesaltes       | 22/12/1995       | 01/01/2011          |
| Cdc                  | CC Canigou - Val Cady           | 2                  | Vernet-les-Bains | 24/12/2002       | 01/01/2014          |
| Cdc                  | CC du secteur d'Illibéris       | 2                  | Bages            | 31/12/1997       | 01/01/2014          |
| Cdc                  | CC Vinça-Canigou                | 11                 | Vinça            |                  | 01/01/2015          |
| Cdc                  | CC du Conflent                  | 35                 | Prades           |                  | 01/01/2015          |
| Total : 2 CA et 6 CC |                                 |                    |                  |                  |                     |

## Évolution historique

### En 2007

Les intercommunalités en 2007

- Création de la communauté de communes des Albères et de la Côte Vermeille, le 1er janvier 2007 à partir de la fusion de :
  - la communauté de communes des Albères
  - la communauté de communes de la Côte Vermeille

### En 2011
- Dissolution de la communauté de communes du Rivesaltais - Agly - Manadeil, le 1er janvier 2011, qui intègre la communauté d'agglomération Perpignan Méditerranée

### En 2014
- Dissolution de la communauté de communes Canigou - Val Cady, le 1er janvier 2014, qui intègre la communauté de communes du Conflent
- Dissolution de la communauté de communes du secteur d'Illibéris, le 1er janvier 2014, qui intègre la communauté de communes des Albères et de la Côte Vermeille

### En 2015
- Création de la communauté de communes Conflent Canigó, le 1er janvier 2015 à partir de la fusion de :
  - la communauté de communes Vinça-Canigou
  - la communauté de communes du Conflent
  - la commune de Marquixanes

### En 2016
- La communauté d'agglomération Perpignan Méditerranée devient une communauté urbaine et change son nom en communauté urbaine Perpignan Méditerranée Métropole
- La communauté de communes Capcir Haut-Conflent change son nom en Communauté de communes Pyrénées catalanes

## EPCI sans fiscalité
Au 1er janvier 2020, il existe :

### Syndicats intercommunaux
- 38 syndicat intercommunal à vocation unique (SIVU)

- 11 syndicat intercommunal à vocations multiples (SIVOM)

### Syndicats mixtes
- 19 syndicats mixtes fermés

- 9 syndicats mixtes ouverts